# 青い空
「青い空」（あおいそら）は、くるりの3枚目のシングル。1999年8月25日発売。発売元はSPEEDSTAR RECORDS。くるりの2枚目のアルバムである『図鑑』に収録。

## 概要
- 岸田繁曰く「東京に慣れてきたころの曲」。
- 『ポップジャム』（NHK総合）に出演し演奏した際には、イントロに合わせてメンバー3人が楽器から手を放して手拍子をとり、カラオケパフォーマンスを行った。
- ソウル・フラワー・ユニオンの中川敬が「いい曲」と明言。心斎橋クラブクアトロでくるりと共演した際、「満月の夕」や同曲をセッションしている。
- ベストアルバム『ベスト オブ くるり -TOWER OF MUSIC LOVER-』に収録されている。
- 横浜山下埠頭に展示されている氷川丸の機関室での演奏、プールで泳ぐメンバー、最後に鮭の産卵シーンが映るPVが特徴的。メンバー曰く、「もっくんのPVでもある」とのこと。
- テレビ朝日系番組『リングの魂』オープニングテーマ。

## 収録曲
作詞・作曲は全て岸田繁。
1. 青い空
2. サンデーモーニング
「青い空」と同様にベストアルバム『ベスト オブ くるり -TOWER OF MUSIC LOVER-』に収録されている。
3. ガロン
「青い空」のカップリングだが、アルバム『図鑑』には元SUPERCARの中村弘二がリミックスした「ガロン<ガロ～ンMIX>」が収録されている。